# Daichi Matsuoka
Daichi Matsuoka (松岡 大智 Matsuoka Daichi?), född 23 januari 1999 i Toyama prefektur, är en japansk fotbollsspelare.
Matsuoka började sin karriär 2016 i Cerezo Osaka.